# Dios Ke Te Crew
Dios Ke Te Crew (DKTC) és un grup gallec de música rap d'Ordes format l'any 2003. En les seves actuacions en directe és habitual presenciar obres de graffiti i veure ballar breakdance mentre el grup interpreta les seves cançons.

## Trajectòria
La primera gravació acreditada de Dios Ke Te Crew va ser el curtmetratge inclòs a la pel·lícula col·lectiva Hai que botalos, un recull de curtmetratges estrenat amb motiu de les eleccions al Parlament de Galícia de 2005. Va col·laborar en la banda sonora de l'episodi titulat «O derradeiro», amb el tema «Herdeiros da ditadura».
L'any 2006 va publicar el seu primer treball en format professional, un LP titulat Xénese amb 16 temes. Va ser gravat al propi estudi del grup, Rapapoulo, i autoeditat pel seu propi segell DKTC Sons i l'editorial gallega Falcatruada. Distribuït internacionalment, va ser el primer disc de rap fet íntegrament en gallec. Va estar influenciat pel jazz, el rock, el reggae, el hardcore i el funk, i va comptar amb la participació de l'actor Miguel de Lira interpretant el Cabo Ameneiro, un guàrdia civil que interromp en una festa del grup. De l'àlbum se'n van vendre més de 7.000 còpies.
L'any 2011 va estrenar el seu segon treball, Humanose, amb 13 cançons noves, i aquest cop editat per Boa Music. L'any 2013, coincidint amb el desè aniversari del grup, van llançar el maxisenzill Dez, amb dues cançons noves, i van iniciar una gira per la península Ibèrica.
El març de 2019 es va estrenar el videoclip de «Melancholy», dirigit per Xaime Miranda i inspirat en la pel·lícula Melancolia, de Lars von Trier. El 2021, realitzaren un díptic audiovisual amb el grup de trap Boyanka Kostova inspirat en les pel·lícules sobre la màfia. Amb «OG» i «Ácido uriko» portaren a la màxima expressió el fet de ser gallec.

## Discografia
- Xénese (DKTC sons, 2006)
- Humanose (Boa Music, 2011)
- Dez (2013)
- O ciclo da serpe (2019)